# 465號州際公路
465號州際公路（英語：Interstate 465，簡稱I-465）是美國州際公路系統中65號州際公路在印第安納波利斯的輔助線。本線環繞印第安納波利斯市，大略呈長方形，長約53哩（85公里），大部份路段位於馬里昂縣，僅在北端路段穿過布恩縣和漢彌爾頓縣。I-465與四條州際公路主線相交，分別是編號I-65、I-69、I-70、I-74，並利用I-865提供多一個往I-65北向的出口。I-465亦為印第安納波利斯國際機場通往鄰近城鎮的最重要幹道。目前西環線在整修當中，預計花費8億美元，於2014年完工。

## 路線
465號州際公路是印第安納波利斯的外環線，起點位於城南與65號州際公路交會點，採順時針方向繞城，此段與74號州際公路共構，在印第安納波利斯國際機場附近與70號州際公路相交後繼續往北行約五哩後與I-74分開，在環線西北角與I-65和I-865交會後轉向東，於東北角分出69號州際公路再轉向南與I-70第二次交會，最後I-74在東南角併入後回到起點。I-65和I-70可以說是I-465的南北向與東西向的直徑，圓心則是印第安納波利斯市中心。
除74號州際公路之外，I-465亦與數條美國國道與印州州道共構：
- 31號美國國道，逆時針方向，由2號出口至31號出口
- 36號美國國道，逆時針方向，由13號出口至42號出口
- 40號美國國道，逆時針方向，由12號出口至46號出口
- 52號美國國道，順時針方向，由25號出口至47號出口（原本是逆時針方向，由20號出口至48號出口）[2]
- 421號美國國道，逆時針方向，由49號出口至27號出口
- 37號印州州道，逆時針方向，由37號出口至4號出口（原本是由4號出口至2號出口）
- 67號印州州道，逆時針方向，由42號出口至8號出口

從46號到47號出口這一段約一哩的路程共有八條公路共構：465號州際公路、31號美國國道、36號美國國道、40號美國國道、52號美國國道、421號美國國道、37號印州州道及67號印州州道。這一段公路未來亦可能與69號州際公路計畫線共構。
要注意的是，雖然I-465與多條公路共構，但路旁的標記除了與I-74共構路段外，幾乎都只註明I-465。

## 沿革
465號州際公路路線早在1959年就已形成，但到1970年才全線完工。在2002年以前，465號州際公路還包括現今的865號州際公路而形成一Q字形，I-865路段的哩程數則編為I-465的900～905。原本的路線規畫是使用I-865為I-465的一部份，但不包含目前哩程數20～25的路段（該路段原為100號印州州道的一部份）。在1970年1月（完工前七個月），印第安納州州政府說服聯邦公路管理局及美國州公路和運輸官員協會將這五哩改編為I-465，而形成Q字形，25號出口變成一個T形交流道，二個出口都是通往465號州際公路。這常造成用路人和播報路況的困擾，州政府因此想重新規畫I-465的動線，最後的方案是將865號州際公路分出（2002年），問題才真正解決，I-465也才變成真正的環狀。

## 出口列表
| 所經郡縣 | 所經城鎮       | 哩程 | 出口編號 | 目的地及服務地區                                                       | 備註                                                           |
| -------- | -------------- | ---- | -------- | ---------------------------------------------------------------------- | -------------------------------------------------------------- |
| 馬里昂   | 印第安納波利斯 | 2    | 2        | 31號美國國道南向（East Street）                                        | 31號美國國道共構路段西端；編為2A出口（往北）及2B出口（往南）   |
| 馬里昂   | 印第安納波利斯 | 4    | 4        | 37號印州州道南向（Harding Street）                                     | 37號印州州道共構路段西端                                       |
| 馬里昂   | 印第安納波利斯 | 7    | 7        | Mann Road                                                              | 僅設西向出口和東向入口                                         |
| 馬里昂   | 印第安納波利斯 | 8    | 8        | 67號印州州道南向（Kentucky Avenue）                                    | 67號印州州道共構路段北端                                       |
| 馬里昂   | 印第安納波利斯 | 9    | 9        | 70號州際公路，往印第安納波利斯／特雷霍特、聖路易                       | 編為9A出口（往東）及9B出口（往西）                             |
| 馬里昂   | 印第安納波利斯 | 11   | 11       | 山姆·瓊斯快速道路                                                      | 編為11A出口（往東）及11B出口（往西）                           |
| 馬里昂   | 印第安納波利斯 | 12   | 12       | 40號美國國道西向（Washington Street）                                  | 40號美國國道共構路段北端；編為12A出口（往東）及12B出口（往西） |
| 馬里昂   | 印第安納波利斯 | 13   | 13       | 36號美國國道西向（Rockville Road）                                     | 36號美國國道共構路段北端；編為13A出口（往東）及13B出口（往西） |
| 馬里昂   | 印第安納波利斯 | 14   | 14       | 10th Street                                                            | 編為14A出口（往東）及14B出口（往西）                           |
| 馬里昂   | 速必威         | 16   | 16A      | 136號美國國道（Crawfordsville Road）                                   |                                                                |
| 馬里昂   | 印第安納波利斯 | 16   | 16B      | 74號州際公路西向，往皮奥里亚                                           | 74號州際公路共構路段北端                                       |
| 馬里昂   | 印第安納波利斯 | 17   | 17       | 38th Street                                                            |                                                                |
| 馬里昂   | 印第安納波利斯 | 19   | 19       | 56th Street                                                            | 僅設北向出口及南向入口                                         |
| 馬里昂   | 印第安納波利斯 | 20   | 20       | 65號州際公路北向，往芝加哥                                             | 僅設北向出口及南向入口                                         |
| 馬里昂   | 印第安納波利斯 | 20   | 20       | 65號州際公路南向，往印第安納波利斯                                     | 僅設南向出口及北向入口                                         |
| 馬里昂   | 印第安納波利斯 | 21   | 21       | 71st Street／73rd Street                                               |                                                                |
| 馬里昂   | 印第安納波利斯 | 23   | 23       | 86th Street                                                            |                                                                |
| 布恩     |                | 25   | 25       | 865號州際公路（52號美國國道西向），往65號州際公路北向─芝加哥           | 52號美國國道共構路段西端                                       |
| 馬里昂   | 印第安納波利斯 | 27   | 27       | 421號美國國道北向（Michigan Road）                                     | 421號美國國道共構路段西端                                      |
| 漢彌爾頓 | 卡梅爾         | 31   | 31       | 31號美國國道北向（Meridian Street）                                    | 31號美國國道共構路段西端                                       |
| 馬里昂   | 印第安納波利斯 | 33   | 33       | 431號印州州道（Keystone Avenue）                                       |                                                                |
| 馬里昂   | 印第安納波利斯 | 35   | 35       | Allisonville Road                                                      |                                                                |
| 馬里昂   | 印第安納波利斯 | 37   | 37A      | Binford Boulevard，往印第安納波利斯                                    | 僅設東向出口與西向入口                                         |
| 馬里昂   | 印第安納波利斯 | 37   | 37B      | 69號州際公路／37號印州州道北向，往韋恩堡                               | 37號印州州道共構路段北端；北向為37號出口                       |
| 馬里昂   | 印第安納波利斯 | 40   | 40       | Shadeland Avenue／56th Street                                          |                                                                |
| 馬里昂   | 勞倫斯         | 42   | 42       | \|36號美國國道東向（Pendleton Pike）／67號印州州道北向                 | 36號美國國道／67號印州州道共構路段北端                         |
| 馬里昂   | 印第安納波利斯 | 44   | 44       | 70號州際公路，往印第安納波利斯／代頓                                   | 北向編為44A出口（往西）及44B出口（往東）                       |
| 馬里昂   | 印第安納波利斯 | 46   | 46       | 40號美國國道東向（Washington Street）                                  | 40號美國國道共構路段北端                                       |
| 馬里昂   | 印第安納波利斯 | 47   | 47       | 52號美國國道東向（Brookville Road）                                    | 52號美國國道共構路段南端                                       |
| 馬里昂   | 印第安納波利斯 | 48   | 48       | Shadeland Avenue                                                       | 僅設北向出口與南向入口                                         |
| 馬里昂   | 印第安納波利斯 | 49   | 49       | 74號州際公路東向／421號美國國道南向（Southeastern Avenue），往辛辛那堤 | 74號州際公路共構路段北端；421號美國國道共構路段南端            |
| 馬里昂   | 椈木叢         | 52   | 52       | Emerson Avenue                                                         |                                                                |
| 馬里昂   | 印第安納波利斯 | 53   | 53       | 65號州際公路，往印第安納波利斯／路易維爾                               | 編為53A出口（往北）及53B出口（往南）                           |